# Parrias Coupà
Il Parrias Coupà (3.261 m s.l.m.) è una montagna delle Alpi Cozie che si trova lungo la frontiera tra la Francia e l'Italia.

## Caratteristiche
La montagna, appartenente al Gruppo del Chambeyron, si trova a sud del Brec de Chambeyron. Dal versante italiano domina il Vallone di Stroppia sopra Acceglio in Val Maira. Da quello francese si trova in alta Valle dell'Ubaye.

## Cartografia
- Cartografia ufficiale italiana in scala 1:25.000 e 1:100.000, Istituto Geografico Militare. URL consultato il 24 febbraio 2018.
- Cartografia ufficiale francese dell'Institut géographique national (IGN), consultabile online